# Punta de Raz
La punta de Raz (del francés: 'Pointe du Raz') es un promontorio o cabo que se encuentra en la costa atlántica del departamento de Finisterre, en Bretaña, en Francia. Es el extremo occidental del cabo Sizun, situado en la región histórica bretona de Cornualles. Toma su nombre del Raz de Sein, el peligroso estrecho que lo separa de la isla de Sein. Se caracteriza por un fuerte oleaje y la presencia de corrientes de agua y vientos muy fuertes. Pertenece al municipio de Plogoff.
Su característica figura en forma de proa le atrae numerosos turistas y le vale estar catalogado como un Grand site national de Francia. Para lograr este distintivo, las autoridades de Finisterre emprendieron en 1989 una campaña de recuperación del entorno natural del cabo, degradado por la afluencia masiva de visitantes (casi 850.000 al año). Las construcciones emplazadas en la punta misma fueron derrumbadas: el aparcamiento, las tiendas y el centro de información turística fueron reconstruidos a un kilómetro de distancia hacia el interior, en un estilo respetuoso de la arquitectura tradicional de Cornualles, y los hoteles fueron suprimidos. Las zonas de paso de los turistas fueron delimitadas a fin de proteger la vegetación original que casi había desaparecido, creándose 7 km de senderos.
Un Sendero Europeo de Gran Recorrido de 3050 km de largo, el E5, sale de la punta de Raz para recorrer parte del noroeste europeo hasta la ciudad italiana de Verona.
El antiguo faro, construido en 1839 en la planicie que precede el extremo de la punta, fue apagado en 1887 cuando se encendió la luz del faro de la Vieille, recién construido en un islote rocoso frente a la punta de Raz. El antiguo faro fue entonces ampliado y reconvertido en un puesto de vigía costera (en francés: sémaphore), que sigue activo.
En el acceso a la punta, se levanta una estatua de mármol creada por el escultor Cyprian Godebski en 1904, Notre Dame des Naufragés (Nuestra Señora de los Náufragos).